# Arlesey
Arlesey è un paese di 5 440 abitanti della contea del Bedfordshire, in Inghilterra.